# Route nationale 474
Die N474 war von 1933 bis 1973 eine französische Nationalstraße, die zwischen Vesoul und Gray verlief. Ihre Länge betrug 56 Kilometer.